# Rachicerus maculipennis
Rachicerus maculipennis är en tvåvingeart som först beskrevs av Frey 1954. Rachicerus maculipennis ingår i släktet Rachicerus och familjen vedflugor.
Artens utbredningsområde är Myanmar. Inga underarter finns listade i Catalogue of Life.